# Arnoldo Alemán
José Arnoldo Alemán Lacayo (Manágua, 23 de janeiro de 1946) é um político nicaraguense, presidente da Nicarágua de 1997 a 2002.
Filho de pais liberais e de importantes funcionários públicos da época da ditadura dinástica de Somoza (pertenciam ao Partido Liberal Nacionalista PLN), chegou a ocupar cargos importantes na administração do Estado. Prefeito de Manágua em 1990 pela União de Oposição Nacional da ONU e então Presidente da Nação, hoje é mais lembrado pelos escândalos de corrupção que estiveram presentes em seu governo. Já foi um produtor de café de médio porte. 

## Primeiros anos
A sua educação primária e secundária foi frequentada pelo Instituto Pedagógico La Salle, na capital Manágua, dos Irmãos das Escolas Cristãs. Em 1967, ele completou seus estudos de direito na Universidade Nacional Autônoma da Nicarágua. Nos anos seguintes dedicou-se à profissão, ocupando importantes cargos no sistema comercial e bancário do país. Após a queda do ditador Anastasio Somoza Debayle em 19 de julho de 1979 e a subseqüente ascensão ao poder da Frente Sandinista de Libertação Nacional liderada por Daniel Ortega, ele foi preso por ser acusado de contra-revolucionário e passou 9 meses na prisão. É durante a sua estada na prisão que seu pai morre, em 1980. O Conselho de Governo de Reconstrução Nacional (JGRN) permite que ele compareça a funerais; algo que Aleman aparentemente achou humilhante. A partir desta data, ele se confronta abertamente com os líderes sandinistas, algo que faria mesmo em sua campanha presidencial dez anos depois. A erosão do governo sandinista de Daniel Ortega era iminente em 1990, e nas segundas eleições da nação Alemán é eleito Conselheiro de Manágua. Obtém a maioria entre os vereadores, que o elegem prefeito, derrotando o social-cristão Agustín Jarquín que anos depois como Controlador da República denunciaria alguns casos de corrupção em seu governo. A vitória de Violeta Barrios de Chamorro nas eleições presidenciais desse mesmo ano torna a cooperação entre o estado e a prefeitura ainda mais efetiva. Por sua vez, entre 1990 e 1991, e novamente de 1993 a 1996, atuou como Secretário-Geral do Partido Liberal Constitucionalista (PLC), um dos quatorze membros da União de Oposição Nacional (ONU) que se opõe ao governo de Ortega e isso trouxeram Chamorro à presidência. 

## Presidente da República (janeiro de 1997 - janeiro de 2002)
Em 1º de setembro de 1995, ele renunciou ao cargo de prefeito para preparar sua candidatura à Presidência da República nas eleições de 1996 para a Aliança Liberal, uma coalizão conservadora renovada lançada em dezembro de 1994 e da qual ele foi presidente. “Por uma mudança sem violência”, seu slogan de campanha, foi parcialmente financiado pela comunidade nicaraguense residente em Miami e pelo exilado cubano anticastrista, dada a possibilidade de ascensão ao poder de Ortega e da Frente Sandinista de Libertação Nacional. Ele havia chamado Alemán de candidato "liberal-somoza" e depois de sua derrota questionou os resultados, mas o Conselho Supremo Eleitoral (CSE) os ratificou. Alemán chamou Ortega de "víbora". Venceu as eleições de 20 de outubro de 1996 e em 10 de janeiro de 1997 tomou posse no Estádio Nacional Denis Martínez, junto com seu vice-presidente, o Engenheiro Enrique Bolaños Geyer; no ato o artista argentino Palito Ortega entoou a canção Tenho fé, que foi a canção de sua propaganda. Após a decolagem econômica promovida por Violeta Barrios de Chamorro, a administração pública de Alemán foi marcada por muitos atos de corrupção que o levaram a ser um dos homens mais ricos do país após sua declaração inicial de probidade ao iniciar seu trabalho no Prefeito de Manágua. estava em torno de 2.000 dólares. Durante sua presidência, a comunidade internacional foi muito cautelosa em seu apoio à Nicarágua pelo abuso de dinheiro público quando Alemán enriqueceu seus parentes e parentes. Seu estilo de governo era autoritário, corrupto e neoliberal. Alemán foi substituído na presidência em 10 de janeiro de 2002 por seu vice-presidente Enrique Bolaños Geyer, vencedor das eleições presidenciais de 4 de novembro do ano anterior de 2001. Atividade política posterior Ao deixar a Presidência, especulou-se que manteria intacta a sua esfera de poder, o que se confirmou na eleição para presidir à Assembleia Nacional: o seu candidato foi escolhido pela esmagadora maioria do partido, ignorando o recomendado pelo novo Presidente Bolaños. Ocorre então uma cisão entre Alemán e o presidente Enrique Bolaños, que deixa o Partido e funda a sua, a Aliança pela República (APRE). Ainda nesse período, foram denunciados parte dos atos de corrupção de sua época. Acusações de corrupção e prisão O ex-vice-presidente durante o governo de Violeta Barrios de Chamorro, Virgilio Godoy (do Partido Liberal Independiente PLI), declarou...